# Leonello d’Este
Leonello d’Este (ur. 21 września 1407, zm. 1 października 1450) – senior Ferrary i Modeny w latach 1441–1450 z rodu d’Este. Syn Mikołaja III d’Este.
Leonello był drugim synem z pozamałżeńskiego związku Mikołaja III d’Este ze Stellą dell'Assassini. Po śmierci starszego brata Hugona, ściętego z rozkazu ojca w 1425 roku, został wyznaczony na następcę tronu Ferrary. Odebrał gruntowne wykształcenie humanistyczne pod okiem Guarina z Werony. W 1441 roku po śmierci ojca objął władzę nad Ferrarą. Zagrożony ze strony Wenecji w 1443 roku zawarł przymierze z królem Neapolu, potwierdzone ślubem z jego córką, Marią. W okresie jego rządów Ferrara stała się kulturalnym centrum północnych Włoch. Na jego dwór ściągali wybitni ówcześni uczeni, wśród nich Leon Baptysta Alberti, Teodor Gaza. Biorąc wzór z Dialogów Platona, prowadził ze swoimi gośćmi dyskusje na tematy naukowe i literackie, przede wszystkim dotyczące antyku. Leonello wspierał też rozwój ferraryjskiego malarstwa, zlecając wykonanie rozmaitych prac malarzom miejscowym i przyjezdnym (Pisanellowi, Jacopo Belliniemu).

## Lata młodości

### Wychowanie
Leonello był drugim synem z pozamałżeńskiego związku Mikołaja III d’Este ze Stellą dell'Assassini. Najstarszego syna z tego związku, Hugona (ur. 1405), wobec braku prawowitych następców, Mikołaj III wyznaczył na swego następcę na tronie Ferrary. Jako przyszłego władcę trzymał go stale przy sobie i nie szczędził dla niego pieniędzy na najdroższe stroje, konie i sokoły. Leonella, podobnie jak jego młodszego brata Borsa (ur. 1413) i zrodzonego z Katarzyny degli Albersani – Meliadusa, Mikołaj od dzieciństwa przyzwyczajał do oszczędności. Gdy w 1424 roku wybuchła w Ferrarze zaraza morowa, wyprawił Meliadusa i Borsa z miasta i wydał ścisłe zarządzenia co do ilości służby, jaką wolno im było zabrać ze sobą, nakazał również ich kamerlingom, by panowie nie przyjmowali przyjaciół na obiady. Pomimo tych rygorów, Mikołaj III nie szczędził jednak na ich wychowanie. Leonello uczył się jeździć konno, pływać, biegać, skakać, bić się na miecze i tańczyć. W 1422 roku ojciec wysłał go do Perugii do obozu słynnego w tym czasie kondotiera Braccia dei conti di Montone. Przez dwa lata aż do śmierci wodza młodzieniec ćwiczył się w rzemiośle wojennym. W listach z obozu donosił o swoich doświadczeniach, np. o tym, jak w znaczny sposób przyczynił do zwycięstwa Braccia.
Po powrocie z Perugii był świadkiem domowej tragedii. Ojciec, dowiedziawszy się o romansie swojej drugiej żony Parisiny z synem Hugonem, nakazał oboje wtrącić do wieży i następnej nocy (z 21 na 22 maja 1425) stracić. Prawdopodobnie to wydarzenie pozostawiło w usposobieniu Leonella pewien rodzaj smutku, który stał się znamienną cechą jego charakteru. Mikołaj starał zadośćuczynić synowi, biorąc go odtąd wszędzie ze sobą i okazując mu wiele miłości. Po śmierci Hugona wyznaczył też Leonella na swego następcę. W 1429 roku uzyskał potwierdzenie jego kandydatury przez papieża. W trosce o jego wykształcenie sprowadził do Ferrary w kwietniu 1429 roku jednego z najwybitniejszych uczonych i wychowawców włoskich w tamtym czasie – Guarina Guariniego z Werony. Guarino uczył Leonella przez pięć lat do czasu jego ślubu z Małgorzatą Gonzagą.
Czytał z nim Wergiliusza, Cycerona, Waleriusza Maksymusa, Justyna, Owidiusza, Terencjusza, swoim zwyczajem nie zaniedbując też ćwiczeń fizycznych. Leonello, nawet opuszczając Ferrarę, pamiętał o swoim wychowawcy: słał mu zabite na polowaniu sarny i bażanty lub książki, które nabył, innym razem prosił o wyjaśnienie trudniejszego fragmentu tekstu u starożytnego autora, przesyłał listy, w których opisywał zajęcia na wsi: polowania, tańce i śpiewy, czytane książki. Guarino ze swej strony odnosił się do swego ucznia z nie mniejszym przywiązaniem: chciał, aby go w przyszłości nazywano Guarino Leonelli. Listy do Guarina i do ludzi uczonych Leonello pisał po łacinie, do znajomych – po włosku dialektem ferraryjskim. Układał też wiersze łacińskie i włoskie. Z całego tomu poezji, które po nim zostały, przetrwały tylko dwa sonety miłosne, raczej konwencjonalne w treści i formie. W jednym z nich pisze Leonello, że na Helikonie znajduje się skała, z której wytryska cudowne źródło. Kto w jego wodzie obmyje twarz, nie musi się obawiać żarów miłości. Poeta poszedł tam, ale gdy się schylał nad źródłem, Amor wypuścił z łuku strzałę i zatruł nią wodę, która zamiast zagoić jeszcze zaogniła ranę.

### Małżeństwo z Małgorzatą Gonzaga

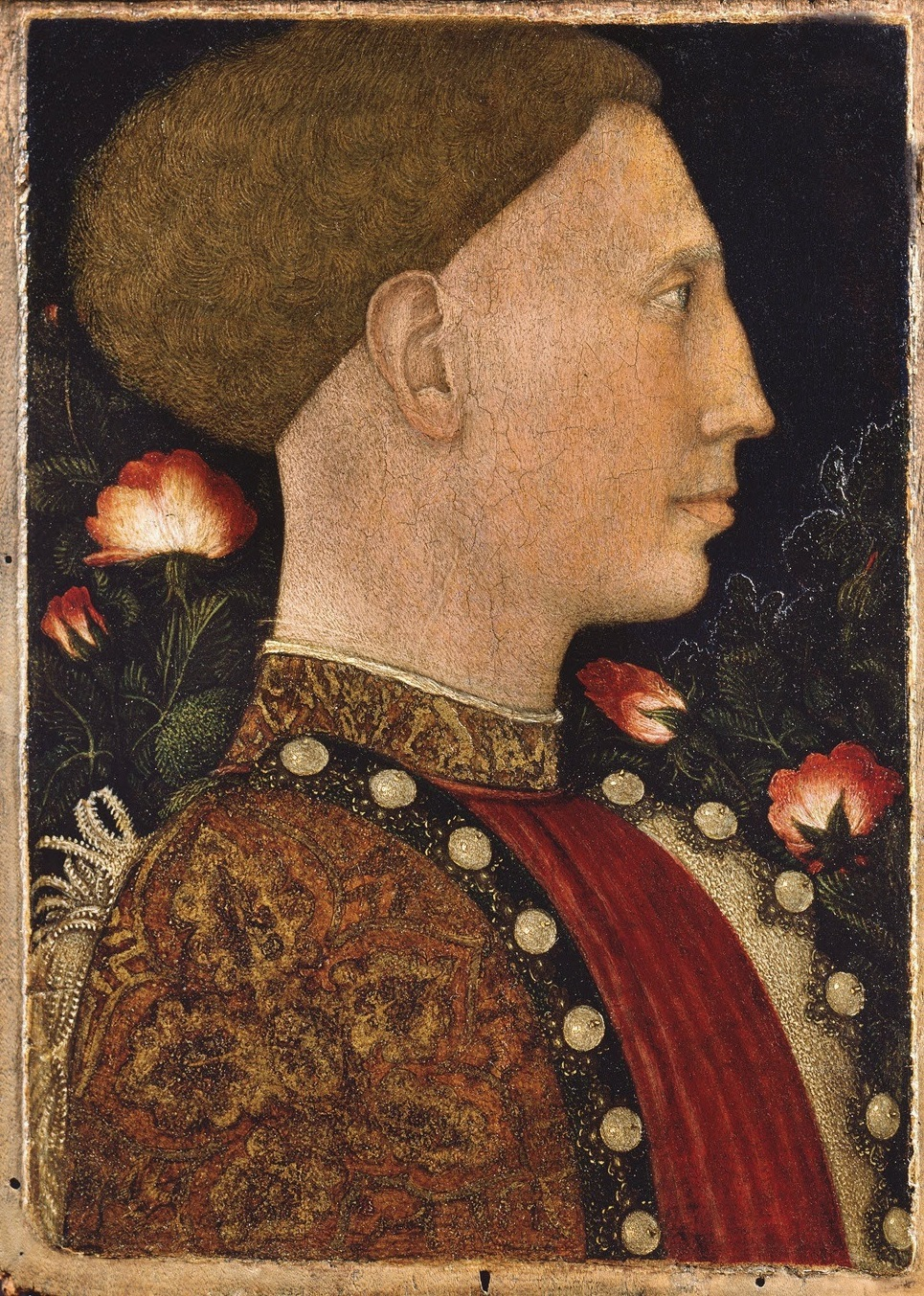
Portret Leonella d’Este pędzla Pisanella

Jeszcze za życia ojca w 1435 roku Leonello ożenił się z Małgorzatą Gonzaga, córką signora Mantui Gianfrancesca I. W akcie zaręczynowym Mikołaj III zapewniał synowi następstwo tronu w Ferrarze, o czym doniósł potem senatowi weneckiemu. Więzy łączące Ferrarę z Mantuą uległy dalszemu wzmocnieniu w dwa lata później, gdy brat Małgorzaty, Karol, ożenił się z siostrą Leonella – Lucyllą. Małgorzata była wychowanicą Vittorina da Feltre, podobnie jak Leonello zafascynowaną starożytnymi Grekami i Rzymianami. Guarino tak bardzo ucieszył się z tego związku, że podarował swemu uczniowi w prezencie ślubnym przekład dwóch życiorysów Plutarcha. Małgorzata nie była szczególnie piękna, kronikarze prześcigają się natomiast w pochwałach jej dobrego wychowania, skromności i dobroci.
Panna młoda wjechała do Ferrary 6 lutego 1435 roku na białym koniu, w płaszczu z karmazynowego aksamitu, podbitym gronostajami, gdyż dzień był zimny, a na polach leżał śnieg. Festyny z okazji ślubu trwały trzy dni. Do zapłacenia wydatków weselnych przyczynili się w znacznej mierze, chcąc sobie zaskarbić łaski markiza, urzędnicy państwowi, gminy oraz osoby prywatne. Modena przysłała na ten cel 2000 lirów, biskup Modeny – 250, uczony humanista Ugo Beci – 166, a architekt dworski Giovanni da Siena – 100 lirów marchezańskich. Mikołaj III był winien ojcu Gianfrancesca Gonzagi 44000 dukatów, których część została wliczona do posagu Małgorzaty.
Małgorzata ciągle chorowała, odziedziczywszy po ojcu poważne dolegliwości żołądkowe. Nie mając przez dwa lata dzieci, ślubowała wotum dla bazyliki św. Franciszka w Asyżu, jeśli będzie miała potomstwo. Gdy 28 czerwca 1438 roku urodziła Leonellowi syna, wysłała je do Asyżu. Stan jej zdrowia ciągle się jednak pogarszał. W listach do ojca skarżyła się, że czuje zawsze zimno w głowie, że ma zepsuty żołądek i mięsa zupełnie nie może jeść, a jedyne pokarmy, które może przyjmować, to rosół i jaja na miękko. Ratując się przed złym wpływem ferraryjskiego powietrza, wyjechała na wiosnę 1439 roku do Governolo, letniej rezydencji Gonzagów, ale tam jej stan jeszcze się pogorszył. Zmarła 7 lipca 1439. Leonello głęboko przeżył jej śmierć. Uważał odtąd swoje życie za złamane, przybierając jako dewizy miecz ze złamanym dzirytem, kowadło ze skruszonym młotem.

## Markiz Ferrary

### Powtórne małżeństwo
Mikołaj III zmarł 26 grudnia 1441 roku w Mediolanie w trakcie pertraktacji nad zawarciem pokoju pomiędzy Mediolanem a Wenecją. Dwa dni później szlachta Ferrary zebrana w Castello Estenze w sali „dwóch kominów” ogłosiła Leonella signorem Ferrary, Modeny, Reggio i wszystkich innych ziem. Następnie całe zgromadzenie objechało konno miasto, a lud zgromadzony na ulicach wołał: Viva lo illusstrissimo messer Leonello signore nostro!.
W 1443 roku zagrożony wzrostem potęgi weneckiej za pośrednictwem posła Agostino Villę rozpoczął pertraktacje z królem Neapolu Alfonsem Wspaniałym na temat poślubienia jego naturalnej córki Marii. 24 marca 1444 roku wypłynęła z Wenecji flotylla złożona z dwóch okrętów ferraryjskich i kilku weneckich pod dowództwem Vittoria Capelli i Franciszka Loredana, która miała przywieźć królewnę do Ferrary. Okręt dla narzeczonej miał purpurowe żagle i kajuty wybite flamandzkimi arrasami. Na czele delegacji ferraryjskiego rycerstwa stanął brat Leonella, Borso. Leonello tymczasem kończył przygotowania do godnego przyjęcia narzeczonej. Zakupiono nowe komplety srebrnych i emaliowanych naczyń stołowych, kobierce z Flandrii, jedwabne obicia na ściany, kilka rzędów końskich, srebrne ramy do obrazów i zwierciadeł, ogromne ilości bielizny i kosztownych sprzętów. Dla królewny zakupiono całą wyprawę: pierścień z dwoma rubinami, klejnoty, stosy jedwabiów i brokatów, rękawiczki ze skóry kozic alpejskich, haftowanych złotem i srebrem, rękawiczki do gry w pallo, osiem grzebieni z kości słoniowej.
20 kwietnia Maria Aragońska wpłynęła do Wenecji. Witali ją doża z dogaressą, otoczeni przez łodzie wypełnione przez przedstawicieli znakomitych rodów weneckich. Dla uhonorowania przybyłej signioria wenecka wręczyła jej klejnot wart 300 dukatów. Gdy w kilka dni później Aragonka udała się morzem ku ziemi ferraryjskiej, naprzeciw niej wypłynął brat Leonella, Meliaduse. 24 maja pod bicie dzwonów Maria przybyła do pałacu Castelnuovo, dawnej siedziby Filippy della Tavola, kochanki Mikołaja III. Po trzydniowym odpoczynku 27 maja tryumfalnie wjechała do Ferrary na białym koniu pod baldachimem z brokatu, który nieśli profesorowie uniwersytetu. Zabawy trwały przez piętnaście dni. Następowały po sobie bale, giostry, turnieje. Plac przed pałacem zamieniono w gaje i łąki, na które wypuszczono dzikie zwierzęta i urządzono polowanie. Innego dnia na placu przed katedrą zasadzono las dębowy, w którym patron Ferrary, św. Jerzy, zabijał smoka. W ciągu całego wesela spożyto około tysiąca wołów i cieląt, 40000 kurcząt, 15000 funtów cukru i spalono 12000 funtów wosku.
Maria Aragońska szybko pozyskała sobie pięknością i uprzejmością serce ludności i męża. Żyła jednak niedługo. Zmarła po pięciu latach małżeństwa 9 grudnia 1449 roku.

### Na dworze władcy-humanisty
Leonello interesował się filozofią, teologią i literaturą klasyczną. Doszedł w tej ostatniej do takiej biegłości, że jako pierwszy zwrócił uwagę uczonych na nieautentyczność korespondencji pomiędzy św. Piotrem a Seneką. Zbierał księgi starożytnych autorów, znacznie powiększając zgromadzony przez ojca księgozbiór. Zatrudnił bibliotekarza, który odpisał dla niego między innymi książkę De re uxoria i komentarze Cezara. Leonello wzbogacił też swój księgozbiór odpisem komedii Plauta, odnalezionych właśnie w Niemczech, które miały odegrać ważną rolę w późniejszej kulturze Ferrary.
Osobowość władcy sprawiła, że na uniwersytet w Ferrarze ściągali wówczas znakomici uczeni, jak Teodor Gaza z Salonik, nauczyciel greki, Basino di Parma, Francesco d'Arezzo, Leonello i Ludwik Lardi, Angelo Decembrio, autor Politia literaria. Leonello zaprzyjaźnił się też z Leonem Baptystą Albertim podczas jego bytności na soborze ferraryjskim w 1438 roku. W 1442 roku Alberti poświęcił mu swoją Teogenię, w której rozważał, co bardziej szkodzi państwu: nieustanne klęski, czy ciągłe powodzenie. Wkrótce potem Alberti przybył do Ferrary osobiście zauroczony postacią Leonella. Po odwiedzinach w Ferrarze napisał: Tam rozumiałem jak przyjemnie mieszkać w państwie, w którym nic nie zakłóca umysłowego spokoju, w którym ma się najlepszego ojca nad sobą, przestrzegającego prawa i zwyczajów. Z wizyt w stajniach Leonella powstała wówczas rozprawa Albertiego na temat hodowli koni: De aequo animante. Z rozmów z Leonellem powstało też inne dzieło Albertiego, jego słynny traktat o budownictwie: L'arte d'edificare.

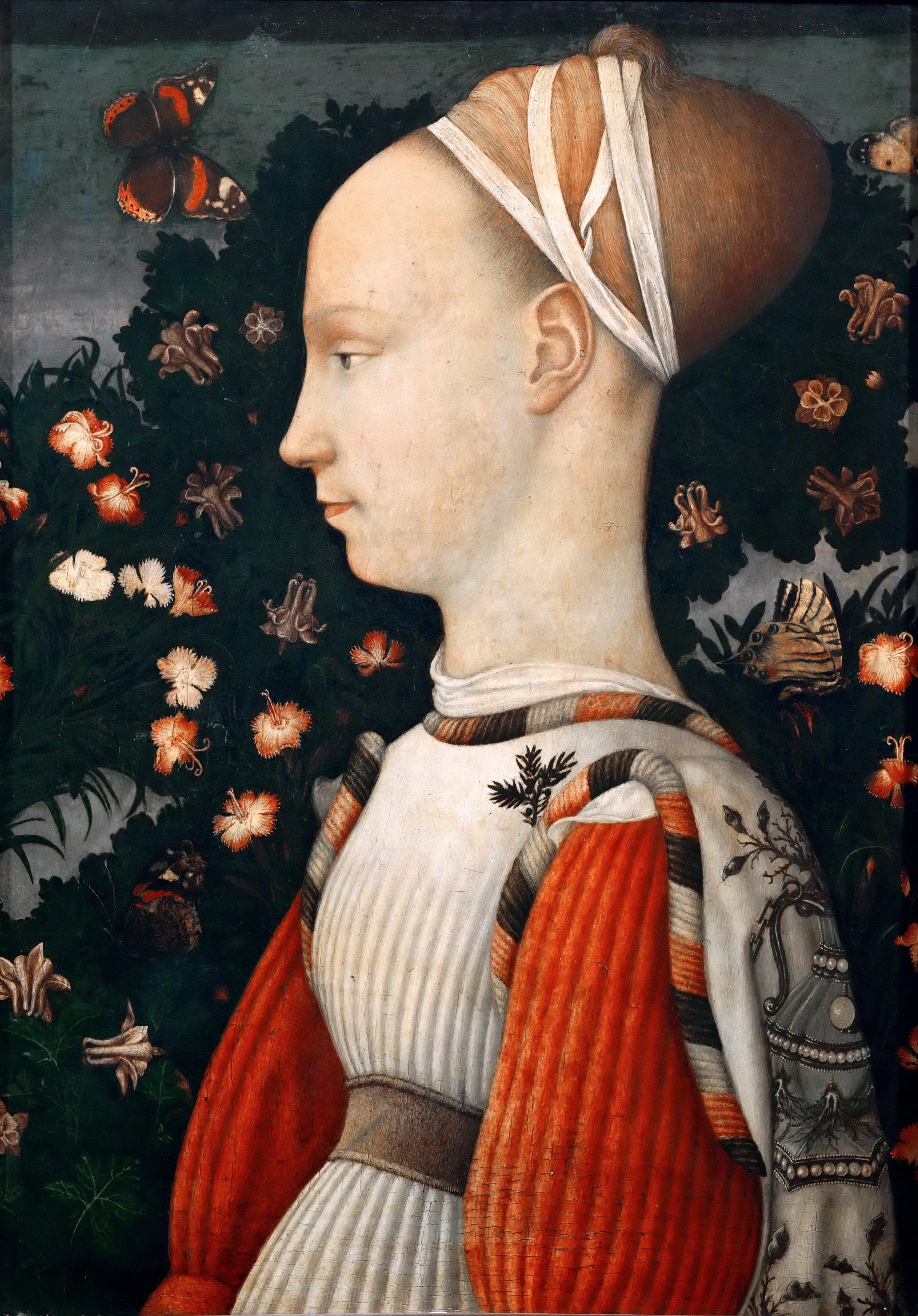
Portret Ginewry d’Este

Dwór w Ferrarze był w tym czasie najważniejszym ogniskiem literackim północnych Włoch. Leonello zapraszał uczonych i literatów do swych ogrodów w Belfiore lub Bellosguardo. Po posiłku zebrani rozprawiali o kwestiach naukowych lub literackich w cieniu dębów i wawrzynów, naśladując Dialogi Platona. Opowiadali też sobie „facecje”, a wieczorami słuchali grających flecistów. Główną cechą stosunków towarzyskich była grzeczność (urbanitas) połączona z wykwintnymi formami towarzyskimi. Guarino twierdził, że człowiek nie jest stworzony tylko na to, by żył (vivere), ale by umiał żyć z innymi (convivere). Towarzystwo Leonella prześcigało się w naśladowaniu antyku. Guarino, idąc na przechadzkę lub na ryby, zawsze miał ze sobą dzieła Wergiliusza. Przy dokonaniu każdej czynności szukano przykładu takiegoż postępowania u starożytnych. Skutkiem tych zainteresowań był też rozkwit na dworze w Ferrarze literatury łacińskiej. Pogardzano popularną wśród ludu francuską literaturą rycerską, a medyk Michał Savonarola radził nawet spowiednikom, by czytelnikom tych miłosnych historii nie dawali rozgrzeszenia.

### Malarstwo
Pisanello, który w Ferrarze bawił już za Mikołaja III, również za panowania Leonella odwiedzał tamtejszy dwór. Wykonał dla niego między innymi obraz świętego Antoniego pustelnika i świętego Jerzego, w której to postaci uwiecznił samego Leonella. Spod pędzla Pisanella wyszedł też portret młodej kobiety, przedstawiający Ginewrę d’Este, siostrę Leonella. Nadal też dla rodu malował Jacopo Bellini, który w 1441 roku otrzymał od Leonella dwa korce zboża jako wynagrodzenie. Przez krótki czas bawił w Ferrarze młody Andrea Mantegna. Artysta, będący później ozdobą mantuańskiego dworu Izabelli d’Este, wpłynął istotnie jako dojrzały już malarz na rozwój ferraryjskiego malarstwa. Jednym z najważniejszych wydarzeń artystycznych za panowania Leonella był przyjazd w 1450 roku Rogiera van der Weydena. Malarstwo olejne nie było jeszcze wówczas w Ferrarze znane, płótna flamandzkiego mistrza poruszyły więc mocno miejscowych artystów. Leonello nabył od Flamanda tryptyk przedstawiający zdjęcie z krzyża.
Za czasów Leonella w Ferrarze działało wielu miejscowych malarzy: Giovanni Oriol, który malował jego portret, Pietro de'Bonsignori, Angiolo da Foligno, Daniele Agresti, Domenico Costa. W 1445 roku osiadł w Ferrarze Niccolò d'Alemagna, zręczny dekorator. Nadal był aktywny Jacopo da Soncino, zwany Sagramoro. Z 1442 roku pochodziło jego Wniebowzięcie, malowane na jedwabiu, przeznaczone na nagrodę w wyścigach konnych, jeden z pierwszych obrazów olejnych w Ferrarze. W pracowni Sagramora pracował Niccolò Panizzato, wykonujący oprócz robót dekoracyjnych również obrazy religijne. Znane jest jego Zwiastowanie chwalone z powodu udanego pejzażu w tle. Inny malarz, Andrea Costa da Vicenza, wykonał dla Leonella w 1449 roku Koronację Madonny.

## Życie prywatne
Leonello poślubił w styczniu 1435 roku Małgorzatę Gonzaga, córkę markiza Mantui, Gianfrancesca Gonzagi i jego żony Paoli Malatesty. Miał z nią syna Mikołaja, urodzonego 20 lipca 1438 roku, ściętego 4 września 1476 roku. 20 maja 1444 roku poślubił Marię Aragońską, nieślubną córkę Alfonsa V króla Aragonii i Neapolu i jego kochanki Giraldony Carlino. Leonello miał też nieślubnego syna Franciszka urodzonego w 1444 roku z nieznanej z imienia kobiety.
Leonello d’Este zmarł 1 października 1450 roku i został pochowany w Ferrarze w kościele Santa Maria degli Angeli.